# مارك تورنر (لاعب كريكت)
مارك تورنر (13 مايو 1969 في المملكة المتحدة - ) (بالإنجليزية: Mark Turner)‏ هو لاعب كريكت بريطاني.